# Tempo (cómic)
Tempo es una mutante afroamericana ficticia que aparece en los cómics estadounidenses publicados por Marvel Comics. Fue presentada como miembro del Frente de Liberación Mutante en New Mutants #86 (febrero de 1990).

## Historia de publicación
Tempo apareció por primera vez en el número 86 del volumen 1 de New Mutants.

## Biografía ficticia
Tempo (alter ego de Heather Tucker) es miembro fundadora de la organización terrorista conocida como Frente de Liberación Mutante (MLF). Tempo es un pilar en las aventuras del equipo, incluida la lucha contra Wolverine, Sunfire, X-Factor y otros en nombre de los derechos de los mutantes, utilizando sus poderes para controlar el tiempo.
El Frente de Liberación Mutante destruye la Clínica Tucker, un instituto para que las madres embarazadas se sometan a pruebas de ADN prenatales para determinar si sus bebés serían mutantes o no, lo que resultaría en la muerte del Dr. Tucker. La historia insinúa que Tempo pudo haber sido su hija.
Poco después, un déspota tiránico llamado Reignfire reforma el MLF y les encarga matar a Henry Peter Gyrich. Tempo interviene para salvar a Gyrich y es expulsada del grupo.
Después de abandonar el Frente, Cable invita a Tempo a unirse a X-Force, pero ella se niega y, en cambio, elige ir a la universidad y dejar de lado el estilo de vida superpoderoso. Ella volvió a estar afiliada brevemente con el Frente durante los eventos de Operación: Tolerancia Cero.
Después del Día M, Tempo es una de los pocos mutantes que conservan sus poderes. Luego se convertiría en miembro de los Acólitos reformados. Cuando se disuelven, ella se une a Utopia y trabaja junto a los X-Men.
En Age of X, Tempo se transforma en un soldado de la Fortaleza X. Tempo es fatalmente herida mientras lucha contra los humanos, pero antes de morir Legacy absorbe sus recuerdos.
Antes de ser reclutada en los Merodeadores, Tempo estaba en una relación con otra mutante, Bouncer (Renata Da Lima), pero ellas se separaron.

## Poderes y habilidades
Tempo puede manipular el tiempo. Puede ralentizar o detener a sus oponentes y acelerar la velocidad de movimiento tanto para ella como para sus compañeros de equipo. Ella ha evitado que granadas exploten manteniéndolas en movimiento suspendido, y también pudo atacar con éxito a Rogue amplificando su velocidad, lo que la hizo chocar contra una pared mientras volaba.
La tensión limita el tiempo que Tempo puede mantener una manipulación de tiempo importante. Si bien nunca se estableció cuánto tiempo dura ese límite, pudo congelar completamente a los X-Men durante varios minutos mientras ella y los Acólitos realizaban una búsqueda exhaustiva en la mansión de los X-Men. Tempo también puede levitar y volar a velocidades subsónicas.
Además de ofrecerle protección física, el casco de Tempo también contiene equipos electrónicos que le brindan resistencia a las sondas telepáticas de Cable.